# WRT54G
Pour les articles homonymes, voir WRT.
Le WRT54G est un routeur Wi-Fi produit par Linksys. Il permet de partager une connexion Internet vers des ordinateurs via 4 ports Ethernet 10/100 et une liaison à la norme sans fil IEEE 802.11b/g. Il est très proche du WRT54GS qui comporte plus de RAM et la technologie SpeedBooster.
Le WRT54G est connu pour son firmware sous licence GNU GPL. Cela a permis à de nombreux développeurs de la communauté du logiciel libre, de proposer des firmwares alternatifs proposant plus de fonctionnalités (différents serveurs...), de stabilité ou d'optimisation (comme un réglage de puissance d'antenne, overclock...). Ceci permet également des utilisations inattendues (GPS, station météo…), notamment via l'ajout (Mods) de fonctionnalités matérielles (1 port série, lecteur SDcard, écran LCD, sortie son…).
Les versions récentes (V5.0 et supérieures) sont cependant dépourvues de ce noyau Linux, ce qui limite grandement l'installation de firmwares alternatifs. Linksys a donc sorti en parallèle une version « Linux » du WRT54G, le WRT54GL, qui conserve les possibilités d'extension des versions antérieures.

## Différentes versions

### WRT54G
| WRT54G version | Vitesse CPU          | RAM  | Mémoire flash | Préfixe du numéro de série | Chipset                                                         | Notes |
| -------------- | -------------------- | ---- | ------------- | -------------------------- | --------------------------------------------------------------- | --- |
| 1.0            | 125MHz               | 16MB | 4MB           | CDF0/CDF1                  | Broadcom AirForce BCM94702 (Connu aussi sous le modèle BCM4710) | 20 DEL sur le devant. La connexion Wi-Fi est fournie par une mini-carte PCI connectée sur la carte-mère. Le switch est assuré par une puce ADMtek 6996L. |
| 1.1            | 125MHz               | 16MB | 4MB           | CDF2/CDF3                  | Broadcom BCM4710                                                | Seulement 8 DEL. Le Wi-Fi est intégré au PCB. |
| 2.0            | 200MHz (OC à 300MHz) | 16MB | 4MB           | CDF5                       | Broadcom BCM4712KPB                                             | Identique à la version 1.1 mais avec un nouveau CPU plus rapide et un redesign total de la carte mère (moins de composants). L'augmentation de la fréquence (OverClock) se fait par un paramètre en nvram, jusqu’à 300 MHz.                                                                              |
| 2.2            | 200MHz               | 16MB | 4MB           | CDF7                       | Broadcom BCM4712KPB                                             | Le switch est assuré par une puce Broadcom BCM5325EKQM qui vient remplacer l'ADMtek 6996L. |
| 3.0            | 200MHz               | 16MB | 4MB           | CDF8                       | Broadcom BCM4712KPB                                             | Une DEL orange s'allume lors d'une connexion sécurisée (nécessite une mise à jour du firmware). |
| 3.1            | 216MHz               | 16MB | 4MB           | CDF9                       | Broadcom BCM4712KPB                                             | Identique à la version 3.0 mais avec DEL orange activée d'origine. |
| 4.0            | 200MHz               | 16MB | 4MB           | CDFA                       | Broadcom BCM5352EKPB                                            | Passage du Broadcom BCM4712KPB au BCM5352EKPB qui offrira dorénavant un système tout-en-un : processeur, MAC, switch ethernet, et permettant par la même occasion de passer sur un PCB low-profile. |
| 5.0            | 200MHz               | 8MB  | 2MB           | CDFB                       | Broadcom BCM5352EKPB                                            | Fonctionne avec un OS VxWorks, les quantités de mémoire sont réduites ce qui interdit l'utilisation d'un firmware alternatif, excepté le DD-WRT micro edition. Voir ici pour plus d'information. Une autre méthode, plus simple celle-là, est maintenant utilisée dans les v5 et v6 de DD-WRT. Voir ici. |
| 5.1            | 200MHz               | 8MB  | 2MB           | CDFC                       | Broadcom BCM5352EKPB                                            | Changements mineurs. |
| 6.0            | 200MHz               | 8MB  | 2MB           | CDFD                       | Broadcom BCM5352EKBG                                            | Passage du Broadcom BCM5352EKPB au BCM5352EKBG. |
| 7.0            | 200MHz               | 8MB  | 2MB           | CDFE                       | Atheros ADM6996                                                 | Le switch est assuré par une puce Atheros ADM6996 et en contrepartie, les firmware OpenWrt ou DD-WRT ne sont pas supportés. |
| 8.0            | 240MHz               | 8MB  | 2MB           | CDFF CDFG                  | Broadcom BCM5354KFBG                                            | Le Switch est assuré par une puce Broadcom BCM5354KFBG et les antennes ne sont pas remplaçables. |

### WRT54GL
| WRT54GL version | Vitesse CPU | RAM  | Mémoire flash | Préfixe du numéro de série | Chipset                       | Notes |
| --------------- | ----------- | ---- | ------------- | -------------------------- | ----------------------------- | --- |
| 1.0             | 200MHz      | 16MB | 4MB           | CL7A                       | Broadcom BCM5352Exxx          | Nouvelle désignation mais identique à la version 4.0 du WRT54G. |
| 1.1             | 200MHz      | 16MB | 4MB           | CL7B CL7C                  | Broadcom BCM5352Exxx Rev. 0.8 | Processeur pouvant être surcadencé jusqu'à 250 MHz en agissant directement sur le paramètre adéquat en nvram. Pour monter plus haut, une version patchée du CFE est nécessaire. |

### WRT54GS
| WRT54GS version | Vitesse CPU          | RAM  | Mémoire flash | Préfixe numéro série | Chipset              | Notes |
| --------------- | -------------------- | ---- | ------------- | -------------------- | -------------------- | --- |
| 1.0             | 200MHz (OC à 300MHz) | 32MB | 8MB           | CGN0 CGN1            | Broadcom BCM4712KPB  | Ajout de la technologie SpeedBooster (Broadcom Afterburner technology), qui augmente le transfert du protocole 802.11g de l'ordre de 30 % (nécessite une carte sans-fil avec la technologie SpeedBooster pour que cela fonctionne). Même carte mère que la version CDF5 (WRT54G 2.0) avec reroutage de l'étage alimentation 2,8V et de l'empreinte pour la Flash 8Mo. Changement fournisseur de RAM (avec passage à 2x16Mo). |
| 1.1             | 216MHz               | 32MB | 8MB           | CGN2                 | Broadcom BCM4712LKB  | Le switch est assuré par une puce Broadcom BCM5325EKQM qui vient remplacer l'ADMtek 6996L. Changement de package du chipset, remplacement des 2 puces de RAM 16MB EtronTech (EM639165TS-7) par 1 puce Hynix 32MB (HY5DU561622DT-J) et adaptation de l'étage alimentation à découpage avec un module 3,3V, un 5V et un 1,8V (depuis le 5V).                                                                                   |
| 2.0             | 216MHz               | 32MB | 8MB           | CGN3                 | Broadcom BCM4712KPB  | Panneau frontal comportant 10 LEDs (deux nouvelles sous le bouton Cisco). Supporte le SecureEasySetup. Pour utiliser le bouton logo de Cisco, ainsi que les LEDs, une mise à jour du firmware s'impose. Utilise de la mémoire Hynix. |
| 2.1             | 216MHz               | 32MB | 8MB           | CGN4                 | Broadcom BCM4712KPB  | Ajout du SecureEasySetup. Le chip radio est passé du BCM2050 au BCM2050KML. |
| 3.0             | 200MHz               | 32MB | 8MB           | CGN5                 | Broadcom BCM5352EKPB | Passage du Broadcom BCM4712KPB au BCM5352EKPB qui offrira dorénavant un système tout-en-un : processeur, MAC et switch ethernet. |
| 4.0             | 200MHz               | 16MB | 4MB           | CGN6                 | Broadcom BCM5352EKPB | Réduction de la RAM et de la Flash RAM. |
| 5.0             | 200MHz               | 16MB | 2MB           | CGN7                 | Broadcom BCM5352Exxx | En janvier 2006, passage au système d'exploitation VxWorks pour réduire la quantité de mémoire Flash; non compatible avec la plupart des firmwares, excepté le DD-WRT micro edition. Voir ici pour plus d'information. Une autre méthode, plus simple celle-là, est maintenant utilisée dans les v5-v6 de DD-WRT. Voir ici.                                                                                                  |
| 5.1             | 200MHz               | 16MB | 2MB           | CGN8                 | Broadcom BCM5352Exxx | Utilise l'OS VxWorks. |
| 6.0             | 200MHz               | 16MB | 2MB           | CGN9                 | Broadcom BCM5352Exxx | Changements mineurs. |
| 7.0             | 240MHz               | 16MB | 2MB           | CGNA                 | Broadcom BCM5354KFBG | |

### WRTSL54GS
| WRTSL54GS | Vitesse CPU | RAM  | Mémoire flash | Préfixe du numéro de série | Chipset           | Notes |
| --------- | ----------- | ---- | ------------- | -------------------------- | ----------------- | --- |
| 1.0       | 266MHz      | 32MB | 8MB           | CJK0                       | Broadcom BCM94704 | Il fait suite au WRT54G et au WRT54GL. Basé sur l'OS Linux, il supporte le SpeedBooster, l'USB 2.0, et le Wi-Fi G à 54 Mbs. |

## Projets Connexes
Forum Linksysinfo.org sur les firmwares (en anglais)

### Projets Majeurs
| Nom             | Sites                        | Projet | Commentaire |
| --------------- | ---------------------------- | --- | --- |
| DD-WRT          | Site officiel - Wiki - Forum | stable v24-SP1 - bêta v24 preSP2 | Beaucoup de nouvelles fonctions (en mode bridge ou mode client, voip, traffic-shaping, transmit power, WDS, etc). Très controversé car ne respectant pas la licence GPL (entre autres).[réf. nécessaire] |
| EWRT            | Site officiel                | / | Se différencie des autres distributions de WRT54G en fournissant et en développant un portail captif intégré (splashd) basé sur le protocole NoCatSplash-CVS, modifié pour fonctionner sur ce matériel et incorporé avec un dossier dynamique de configuration, un système d'authentification-client mode-RADIUS. |
| Freifunk        | Site officiel & Wiki         | / | Firmware libre basé sur OpenWrt utilisant OLSR. Il est conçu pour établir des réseaux sans-fil Mesh avec des AP WiFi. |
| HyperWRT        | Wiki                         | | Firmware très configurable et stable. |
| HyperWRT Thibor | WhiterRussian RC6            | Projet activement maintenu, basé sur la source du routeur WRT54GS + HyperWRT + tofu + avec les extras de Thibor. Les WRT54G, WRT54GL, et WRTSL54GS sont supportés. | |
| Linksys         | Site officiel                | Dernière version 4.30.14 | Maison mère des Routeurs WRT54G/GL/GS |
| OpenWrt         | Site officiel                | anciennes versions: White Russian v0.9, Kamikaze v8.09.1 version actuelle: Backfire v10.03.                                                                        | Paquetages facile d'installation (Linux/GPL). Pouvant autrefois recevoir l'ajout de X-wrt comme interface web, il est aujourd'hui livré avec LuCI qui permet une gestion beaucoup plus poussée et plus facile. |
| Sveasoft        | Site officiel                | Talisman 1.3.7 | Les Béta sont disponibles uniquement par souscription, les versions stables sont disponibles au public sous licence GPL. |
| TinyPEAP        | Wikipedia                    | / | Dernière mise à jour 05/08/2005 |
| Tomato          | Site officiel - Wiki - Forum | / | Firmware qui évolue constamment (1.28 au 2010-06-28) par l'auteur de HyperWRT + tofu ambitionnant simplicité, performances et stabilité tout en ajoutant de nouvelles fonctions avancées (QoS avec graphiques, WDS...). Interface utilisant Ajax et SVG.                                                          |

### Projets Mineurs
| Nom              | Sites                                                       | Commentaire |
| ---------------- | ----------------------------------------------------------- | --- |
| BatBox           | Site                                                        | Distribution basée dans la RAM pour expérimentation, ne change pas le firmware |
| Chillispot       | Site officiel                                               | Portail captif qui fonctionne sur les WRT54G et autres plateformes, disponible sous GPL                                                                                           |
| Earthlink's IPv6 |                                                             | Fonction IPv6 ajoutée dans le firmware original de Linksys (version béta-test) |
| FreeWRT          | Site officiel - News sur Linuxfr.org                        | Basé sur OpenWrt, FreeWRT permet de construire son firmware à partir des sources et donc de choisir ce dont on a besoin.                                                          |
| Opennet          | Wiki allemand - en anglais                                  | (pas de documentation anglaise en date du mois de janvier 2006) |
| TinyPEAP         | Site                                                        | Ajout dans les firmwares Linksys d'une authentification sans-fil sécuritaire. |
| WiFi-Box         | Wikipedia anglais - SourceForge                             | (pas de documentation disponible encore en janvier 2006) |
| Neighbornode     | Wikipedia anglais                                           | Présentation du projet sur PCInpact.com |
| WiFiDog          | Site officiel - SourceForge - Wiki de Toulouse-sans-fil.net | WiFi Dog par Île sans fil, un portail captif qui fonctionne sur la plateforme OpenWrt.                                                                                            |
| WiFiTastic       | Site officiel                                               | Solution Hotspot pour la maison ou la petite entreprise. Option de paiement par carte de crédit. Fonctionne sur la plateforme OpenWrt. Ne reverse que 60 % du chiffre d'affaires. |

### Information
- WRTrouters.com Information et firmware pour les WRT54G et autres routeurs WRT.
- LinksysInfo.org Comparaisons, informations et téléchargement de firmware Linksys.
- SkelTryx Blog Installation d'un firmware alternatif sur un WRT54G version 5